# Type 076
A Type 076 é uma classe recente de navios de assalto anfíbio com capacidade de operar helicópteros e aeronaves de asa fixa, drones ou caças, com recurso um sistema de catapulta eletromagnética. Esta é a primeira vez em que tal sistema é empregado em um navio do tipo.

## Histórico
Entusiastas encontraram documentos de que o projeto datava desde 2020.
Os primeiros módulos do casco surgiram no dique seco do Estaleiro Hudong-Zhonghua na ilha de Changxing, Xangai, em outubro de 2023, desde então, a construção do casco progrediu a um ritmo relativamente rápido, ao longo de 14 meses, com o lançamento decorrendo em 27 de dezembro de 2024.
Em 30 de dezembro de 2024, o Sichuan foi transferido, com o uso de rebocadores, para a mesma bacia onde encontra-se o 4º navio Type 075, em fase de equipagem há já quase um ano, e outras fragatas Type 054A.
Os armamentos, provavelmente, requererão instalação e fiação adicional, uma vez que só foram montados para o lançamento. No decorrer do lançamento, o Sichuan possuía um abrigo para o sistema de catapulta eletromagnética semelhante ao do Fujian, este tipo de abrigo comum no lançamento e manutenção de navios que possuem esta tecnologia, nomeadamente porta-aviões.

## Descrição
Até à data, só foi lançado o primeiro navio da classe, o Sichuan. Atualmente considerado o maior navio de assalto anfíbio alguma vez já construído pela China, com um deslocamento de ~40 000 toneladas e maior que a predecessora Type 075 em todas as dimensões e comparável com as classes Wasp e America da Marinha dos EUA, opera um sistema de catapulta eletromagnética capaz de auxiliar aeronaves de asa fixa a decolar a partir do deque de voo e um sistema de cabo de supressão para a aterrissagem, sendo a primeira vez que um navio do tipo emprega este tipo de tecnologia. Estes sistemas são semelhantes aos empregados pelo CV-18 Fujian.

## Navios da classe
| Nº de amura | Nome                         | Construtor                | Lançado                | Status               |
| ----------- | ---------------------------- | ------------------------- | ---------------------- | -------------------- |
| 51          | Sichuan (em chinês: "四川 ") | Estaleiro Hudong-Zhonghua | 27 de dezembro de 2024 | Lançado recentemente |

#### Outras classes de navios de assalto anfíbio:
- Type 075 (China, classe predecessora)
- NAM Atlântico (Brasil)
- America (EUA)
- Dokdo (Coreia do sul)
- Hyūga (Japão)
- Izumo (Japão)
- Mistral (França)
- Projeto 23900 (Rússia)

#### Páginas relacionadas:
- Navio de assalto anfíbio
- Marinha do Exército de Libertação Popular
- Porta-drones